# 羽風 (駆逐艦)
|          |                                                                                       |
| 艦歴     |                                                                                       |
| 計画     | 1917年度（八四艦隊案）                                                                |
| 起工     | 1918年11月11日                                                                        |
| 進水     | 1920年6月21日                                                                         |
| 竣工     | 1920年9月16日                                                                         |
| その後   | 1943年1月23日沈没                                                                     |
| 除籍     | 1943年3月1日                                                                          |
| 要目     |                                                                                       |
| 排水量   | 基準：1,215トン 公試：1,345トン                                                       |
| 全長     | 102.6メートル                                                                         |
| 全幅     | 8.92メートル                                                                          |
| 吃水     | 2.79メートル                                                                          |
| 機関     | ロ号艦本式缶4基 パーソンズ式タービン2基2軸 38,500馬力                                 |
| 速力     | 39ノット                                                                              |
| 航続距離 | 14ノットで3,600カイリ                                                                 |
| 燃料     | 重油：395トン                                                                         |
| 乗員     | 154名                                                                                 |
| 兵装     | 45口径12cm単装砲4門 6.5mm単装機銃2挺 53.3cm連装魚雷発射管3基 （魚雷8本） 一号機雷16個 |

羽風（はかぜ）は、日本海軍の駆逐艦。峯風型の7番艦である。艦名は鳥等が飛び立つ際に生じる風、舞う人の袖から生じる風の雅称を意味する。

## 艦歴
三菱長崎造船所で建造。一等駆逐艦に類別され、横須賀鎮守府籍に編入。
1933年（昭和8年）3月3日に発生した昭和三陸地震のとき、「羽風」は第四駆逐隊に属して青森県の大湊要港部にあり、僚艦とともに出動した。「羽風」は岩手県の大槌で救援にあたった。
日中戦争に際して、1938年（昭和13年）以降、華中の沿岸作戦に参加する。
太平洋戦争では南方で海上護衛、輸送作戦に参加した。
1942年7月14日、「富士山丸」と「鳴戸」を護衛して横須賀入港。7月17日、横須賀発。サイパン、父島と入港の後、8月2日に「りおん丸」を護衛してサイパンに到着。8月3日にサイパンを離れ、8月8日にラバウル着。
1943年（昭和18年）1月23日、ラバウルに向かう「あきつ丸」を護衛中、カビエン南西で米潜水艦「ガードフィッシュ」の雷撃を受け沈没。

## 歴代艦長
※『艦長たちの軍艦史』225-226頁及び『官報』による。
艤装員長
- （兼・心得）山田松次郎 少佐：1920年4月29日[3] - 1920年7月19日[4]
- （心得）北川保橘 少佐：1920年7月19日[4] -

駆逐艦長
- （心得）北川保橘 少佐：1920年9月16日 - 1921年12月1日
- 北川保橘 中佐：1921年12月1日[5] - 1922年12月1日
- （心得）中島直熊 少佐：1922年12月1日[6] -  1923年12月1日[7]
- 中島直熊 中佐：1923年12月1日[7] - 1924年11月20日[8]
- 高山忠三 少佐：1924年12月1日 - 1925年9月21日[9]
- 中円尾義三 少佐：1925年9月21日 - 1926年12月1日 同日より予備艦
- （兼）伊藤長 少佐：1926年12月1日 - 1926年12月7日[10]
- 加藤仁太郎 中佐：1926年12月7日 - 1927年12月1日
- （兼）伊藤長 少佐：1927年12月1日[11] - 1928年5月16日[12]
- 園二郎 少佐：1928年5月16日[12] - 1928年12月10日[13]
- 帖佐敬吉 少佐：1928年12月10日 - 1930年6月20日[14]
- 新美和貴 少佐：1930年6月20日 - 1932年8月5日[15]
- 庄司芳吉 少佐：1932年8月5日[15] - 1932年11月15日[16]
- 荘司喜一郎 少佐：1932年11月15日 - 1935年10月31日[17] ※1932年11月15日より予備艦
- 大島一太郎 少佐：1935年10月31日[17] - 1936年12月1日
- 勝見基 少佐：1936年12月1日 - 1937年8月18日[18]
- 馬渡重和 少佐：1937年8月18日[18] - 1937年10月26日[19]
- （兼）勝見基 少佐：1937年10月26日[19] - 1937年12月1日[20]
- 清水逸郎 少佐：1937年12月1日 - 1938年3月5日[21] ※1938年3月5日より予備艦
- 工藤俊作 少佐：1938年3月5日[21] - 1938年7月1日[22]
- （兼）青木久治 少佐：1938年7月1日[22] - 1938年12月1日[23]
- 豊島俊一 少佐：1938年12月1日 - 1939年11月15日[24]
- 山口達也 少佐：1939年11月15日 - 1940年11月15日[25]
- 前川二三郎 少佐：1940年11月15日 -
- 鹿島正徳 少佐：1942年4月20日 -